# Головко Анатолій Григорович
Анато́лій Григо́рович Головко́ (8 липня 1952) — лауреат звання «Герой України».

## Біографія
Народився 8 липня 1952 року в селі Рибальське Новомиколаївського району Запорізької області в родині колгоспників. Після закінчення в 1969 році Новоукраїнської середньої школи вступив до Запорізького радгоспу-технікуму, який закінчив у 1974 році.
У 1974—1978 роках працював агрономом у колгоспі «Дружба» Новомиколаївського району. У 1978—1982 роках керував відділком у цьому ж господарстві. Без відриву від виробництва закінчив Дніпропетровський сільськогосподарський інститут, здобувши фах агронома. У 1983—1986 роках обіймав посаду головного агронома колгоспу імені Карла Лібкнехта Новомиколаївського району. З червня 1986 року — голова колгоспу імені Мічуріна, після реорганізації якого у 2000 році став директором товариства «Гайчур» селища міського типу Тернувате Новомиколаївського району Запорізької області.
ТОВ «Гайчур» — одне з найкращих господарств району, відоме далеко за межами області. Товариство орендує 2569 га землі, на якій вирощують зернові, соняшник, сою, ріпак. Господарство працює стабільно, має добрі прибутки, вчасно сплачує податки. У структурі посівних площ зернові культури становлять до 60 %, технічні — до 30 %. Товариство має статус репродукційного на виробництво й реалізацію насіннєвого матеріалу озимої пшениці та ячменю.
У 2004 році рентабельність товариства «Гайчур» під керівництвом А. Г. Головка склала 112 %, у 2005 році — 72 %, у 2006 році на рівні 90–100 %. Тобто на одну гривню, вкладену у виробництво, було отримано одну гривню прибутку. Для порівняння, про простому відтворенні, рентабельність має бути 10 %. При розширеному — 30–40 %.
У 2006 році у товариства «Гайчур» була найвища врожайність в області. Зернових колосових культур зібрали по 51,3 центнера з гектара. За рахунок врожайності кукурудзи (61 центнер) в цілому вийшли на врожайність зернових в 52 центнери. А соняшнику зібрали по 32,5 центнера з гектара. Усі ці показники вдвічі вище середніх по області.
Товариство «Гайчур» також спеціалізується на птахівництві. Ферма, на якій містяться гусаки горьківської білої породи, має статус племрепродуктора другої категорії. Останні роки поголів'я гусаків стабільно тримається на рівні 15–18 тисяч. За рік отримується, в середньому, 400 тисяч штук гусячого яйця. Половину закладають в інкубатори, отримуючи 130–140 тисяч молодняка птиці. А останні 200 тисяч яєць продають для закладки в інкубатори і, відповідно, вирощування молодняка в господарства 17 областей України.
Одержуючи високі прибутки від інтенсивного виробництва, товариство має можливість оновлювати машинно-тракторний парк новітніми марками сільськогосподарських машин і техніки імпортного та вітчизняного виробництва. У господарстві успішно експлуатуються чотири зернозбиральних комбайни «Мега-204», «Мега-350», «Тукано-440», широкозахватний посівний комплекс «Хорш», сівалка та культиватор «Грейт-Плейс», які агрегуються з тракторами «Клаас Атлес», МТЗ-1025, ХТЗ-172.
Указом Президента України Леоніда Кучми № 1412/2004 від 16 листопада 2004 року за визначний особистий внесок у забезпечення одержання найвищих у регіоні показників з виробництва сільськогосподарської продукції, розвиток соціальної сфери, багаторічну самовіддану працю директору товариства «Гайчур» Новомиколаївського району Запорізької області Анатолію Григоровичу Головко присвоєно звання Герой України з врученням ордена Держави.
Член Ради Аграрного союзу України.

## Нагороди
Заслужений працівник сільського господарства (1992). Нагороджений орденом «За заслуги» ІІІ ступеня (2002); орденом «За заслуги перед Запорізьким краєм» І ступеня (2009).